# 圣利夫拉德
圣利夫拉德（法語：Sainte-Livrade，法語發音：[sɛ̃t livʁad]）是法国上加龙省的一个市镇，属于图卢兹区。

## 地理
圣利夫拉德（43°39'0"N, 1°6'16"E）面积6.16 平方千米，位于法国奧克西塔尼大區上加龙省，该省份为法国西南部内陆省份，西南端与西班牙接壤，自此顺时针与上比利牛斯省、热尔省、塔恩-加龙省、塔恩省、奥德省和阿列日省接壤。
与圣利夫拉德接壤的市镇（或旧市镇、城区）包括：贝勒加德圣玛丽、勒卡斯泰拉、拉塞尔-普拉代尔、利勒茹尔丹、塞古菲耶勒。

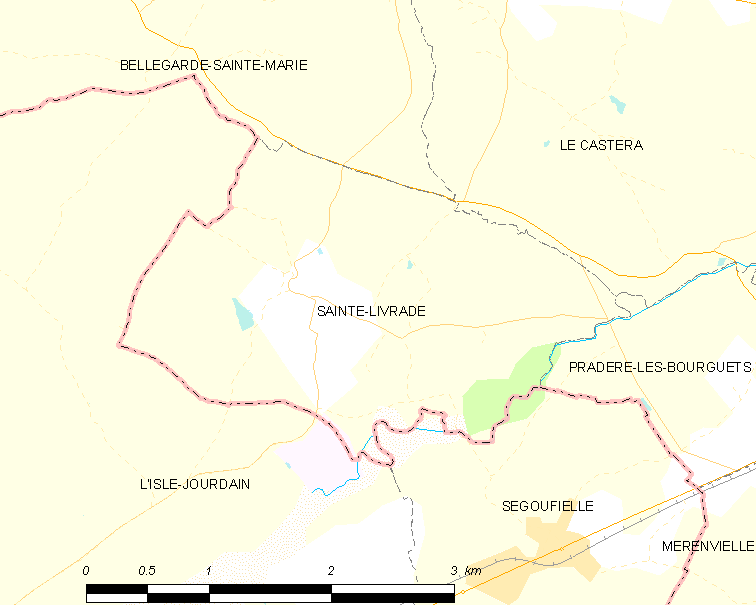
圣利夫拉德的OSM定位图

圣利夫拉德的时区为UTC+01:00、UTC+02:00（夏令时）。

## 行政
圣利夫拉德的邮政编码为31530，INSEE市镇编码为31496。

## 政治
圣利夫拉德所属的省级选区为莱格万县。

## 人口

1962-2008年间圣利夫拉德人口变化图示

圣利夫拉德于2022年1月1日时的人口数量为256人。